# El Reno
El Reno è un comune (city) degli Stati Uniti d'America e capoluogo della contea di Canadian nello Stato dell'Oklahoma. La popolazione era di 16 729 abitanti al censimento del 2010. Le origini della città risalgono poco dopo la corsa alla terra del 1889 e prese il nome dal vicino Fort Reno. Si trova nella parte centrale dello stato, circa 25 miglia (40 km) ad ovest del centro di Oklahoma City, e fa parte dell'area metropolitana di Oklahoma City.

## Geografia fisica
El Reno è situata a 35°31′49″N 97°57′27″W (35.530261, −97.957529).
Secondo lo United States Census Bureau, ha un'area totale di 80,4 mi² (208,24 km²).

## Storia
La città era originariamente situata circa (8 km) a nord della sua posizione attuale, sulle rive del fiume North Canadian, con il nome di Reno City, che causava per sbaglio l'invio della posta a Reno, nel Nevada. Dopo la seconda volta che la città fu inondata, venne spostata nella posizione attuale e cambiò nome in El Reno. Questa parola in spagnolo significa "la renna".
Lo storico Fort Reno fu costruito nel 1874 ed era inizialmente comandato dal generale Philip Sheridan. Lo chiamò così in onore del suo amico, il generale Jesse L. Reno, che fu ucciso durante la guerra civile americana. Il terreno del vecchio forte divenne sede di un laboratorio di ricerca per il Dipartimento dell'Agricoltura degli Stati Uniti nel 1948. Il laboratorio studia il foraggio e la produzione zootecnica sostenibili dal punto di vista ambientale, contribuendo alla conservazione delle grandi pianure del Nord America.
El Reno si trova sul 98º meridiano, che consentì l'apertura del lato orientale a un insediamento non indiano nella corsa alla terra del 1889. Il lato occidentale fu aperto all'apertura del 1892 delle terre dei Cheyenne e Arapaho. Successivamente fu selezionato come ufficio distrettuale per i disegni delle lotterie del 1901.
Durante la seconda guerra mondiale, Fort Reno, circa 5 miglia (8,0 km) a nord-ovest di El Reno, era il sito di un campo di prigionieri di guerra, e oggi contiene un cimitero di prigionieri di guerra, con pietre con i nomi dei prigionieri tedeschi e italiani che vi morirono.
Il Southwestern Federal Reformatory, riservato ai prigionieri di sesso maschile sotto i 35 anni, fu costruito circa 2 miglia (3,2 km) ad ovest di El Reno nel 1935. Fu rinominato in Federal Correctional Institution of El Reno a metà degli anni 1970, la popolazione si espanse per includere uomini di tutte le età. Divenne il quinto carcere più grande negli Stati Uniti. È ancora uno dei maggiori datori di lavoro ad El Reno.
È l'unica città dell'Oklahoma ad avere un tram in funzione nel centro della città. Un tempo possedeva un terminal e un centro di riparazione per la ferrovia CRI&P (Chicago, Rock Island and Pacific Railroad, o "Rock Island"), che impiegava un gran numero di persone. La CRI&P andò in bancarotta nel 1975. I cantieri della ferrovia rimasero proprietà vacanti. Il vecchio deposito e alcuni altri edifici furono acquistati dalla Canadian County Historical Society per l'uso come parte di un complesso museale. Il film del 1954, La bestia umana, include scene di locomotiva e scene girate nei cantieri di El Reno.
El Reno è una comunità Main Street. L'Oklahoma Main Street Program è un programma di rivitalizzazione del centro e l'El Reno Program vinse il Great American Main Street Award nel 2006.
La città è nota per il suo annuale Fried Onion Burger Day Festival, che è sempre il primo sabato di maggio. Il Burger Day è il luogo in cui si può assistere alla cottura del più grande hamburger di cipolle fritte al mondo, del peso di oltre 850 libbre (400 kg). L'hamburger gigante contiene tutte le parti importanti dei famosi hamburger di cipolla fritti di El Reno che includono carne, cipolle fritte, sottaceti affettati e senape tutto tra due panini giganti. Non solo i frequentatori del festival possono vedere l'enorme hamburger costruito e cucinato, ma possono anche aiutare a mangiare le mostruosità. I volontari dividono l'hamburger gigante in porzioni individuali con tagliabiscotti taglia hamburger. Altri volontari vanno avanti e indietro dall'hamburger alla folla, consegnando le porzioni gratuite a chiunque desideri un pezzo. L'idea dell'hamburger alla cipolla fritta nacque per necessità durante la grande depressione, dove le cipolle venivano utilizzate per stendere la fornitura di carne.
Il 15 giugno 2015, il Sid's Diner è stato descritto nella serie Top 5 Restaurants di Food Network, con il Fried-Onion Burger evidenziato. Il Sid's Diner è stato anche presentato nella serie Man vs. Food di Travel Channel.
In anni recenti le immediate vicinanze della città sono state colpite da tornado intensi. In particolare sono tre i tornado che hanno provocato morti e danni gravi nella zona. Il primo nel maggio 2011 uccise 9 persone e provocò danni EF5. Il secondo il 31 maggio 2013 fu il tornado con il diametro di base più largo della storia (oltre 4 km) e uccise 8 persone tra cui il noto cacciatore di tornado Tim Samaras. L'ultimo infine colpi il 23 maggio 2019 uccidendo 2 persone nel crollo di un motel.

## Società

### Evoluzione demografica
Secondo il censimento del 2010, la popolazione era di 16 729 abitanti.

### Etnie e minoranze straniere
Secondo il censimento del 2010, la composizione etnica della città era formata dal 71,80% di bianchi, il 7,22% di afroamericani, l'11,11% di nativi americani, lo 0,52% di asiatici, lo 0,05% di oceanici, il 4,63% di altre razze, e il 4,68% di due o più etnie. Ispanici o latinos di qualunque razza erano il 12,87% della popolazione.